# Biblioteca statale di Macerata
La Biblioteca Statale di Macerata ha iniziato ufficialmente la sua attività il 1º dicembre 1990. Nasce dalla collaborazione fra l'allora Ministero per i beni culturali e ambientali e l'Università degli Studi di Macerata, a seguito dell'esigenza di dotare la Regione Marche di una Biblioteca Statale. Nata inizialmente come sezione staccata della Biblioteca Nazionale di Napoli, è divenuta autonoma nel 2002.
La Biblioteca è situata al piano ammezzato dell'ex Palazzo di Giustizia, porzione del più vasto ex monastero di Santa Chiara (Macerata) (secoli XVII-XVIII), con annessa chiesa omonima, la cui struttura è conservata evidente della sala di lettura della Biblioteca, già aula della Corte di Assise. 
Nucleo fondamentale della raccolta della biblioteca è il Fondo Buonaccorsi, costituito da oltre 8.000 volumi di carattere in gran parte erudito, con prevalenza di testi e riviste sette-ottocenteschi, classici italiani, latini e greci, codici e testi di diritto, opere di storia, geografia, etnologia, e numeroso materiale di argomento religioso.
La Biblioteca Statale di Macerata è collegata con il Polo SBN dell'Università degli Studi di Macerata e il suo catalogo è quasi completamente disponibile on-line.